# Пловдивско
 Тази статия е за историко-географската област.  За административната област вижте Пловдив (област).  
Пловдивско е историко-географска област в Южна България, около град Пловдив.
Територията ѝ съвпада приблизително с някогашната Пловдивска околия, а днес включва общините Пловдив, Марица, Перущица и Раковски, почти целите общини Брезово (без Сърнегор и Свежен от Карловско), Кричим (без изселеното село Черешево от Девинско), Родопи (без Крумово и Ягодово от Асеновградско), Стамболийски (без Триводици от Пазарджишко), Съединение (без Драгомир от Пазарджишко) и Хисаря (без Хисаря, Михилци, Черничево от Карловско), южната част на община Калояново (селата Бойково, Дуванлии, Житница, Калояново, Дълго поле, Ръжево, Ръжево Конаре и Черноземен), както и селата Гълъбово и Цар Калоян от община Куклен. Разположена е в източната част на Пазарджишко-Пловдивското поле и близките части на Родопите. Граничи с Карловско и Казанлъшко на север, Чирпанско на изток, Асеновградско и Девинско на юг и Пещерско, Пазарджишко и Панагюрско на запад.